# Bitstream Speedo
Pour les articles homonymes, voir Speedo (homonymie).
Bitstream Speedo ou Speedo est un format de fonte numérique développé par Bitstream. Il a été utilisé dans l’Atari ST, l’Atari Falcon030, avec XyWrite et le logiciel Bitstream Facelift utilisé par d’anciennes versions de WordPerfect et Microsoft Windows. Avant d'être considéré obsolète, ce format était géré dans X Window System par le module speedo et la plupart des distributions Linux intégraient un paquet de fontes Speedo. Sa prise en charge a été supprimée en 2005 lors de la publication de X11R7.0. L’extension du nom de fichier est .spd.